# Kawanishi J6K
Kawanishi J6K «Jinpu» (яп. 陣風 «Дзимпу:» (Шквал), Экспериментальный морской истребитель-перехватчик Тип 18-Си «B») — проект истребителя Императорского флота Японии периода Второй мировой войны.

## История создания
Чтобы противостоять тяжёлым американским бомбардировщикам B-24, B-29 и B-32, командование ВВС Императорского флота Японии разработало техническое задание 18-Си «B» (Оцу) на разработку тяжёлого одноместного истребителя-перехватчика наземного базирования. Самолёт должен был развивать скорость до 665 км/ч на высоте 6 000 м и быть вооружённым 30-мм пушками.
В 1943 году фирма Kawanishi, основываясь на своей предыдущей разработке 1942 года, самолёте Kawanishi J3K, разработала проект истребителя, который отвечал бы требованиям технического задания. Самолёт, который получил обозначение J6K «Jinpu» («Дзимпу» (Шквал)), был низкопланом, оснащён двигателем Nakajima NK6A Homare 42 мощностью 2 200 к.с. Вооружение состояло из двух 30-мм пушек «Тип 5» и двух 13,2-мм пулемётов.
Разработка самолёта была завершена в июне 1944 года. Но почти готовый прототип так и не был завершён. Все мощности фирмы были задействованы для изготовления самолёта N1K1-J, который уже прошёл испытания и полностью удовлетворял флот.

## Тактико-технические характеристики
Технические характеристики
- Экипаж: 1 чел.
- Длина: 10,12 м
- Размах крыла: 12,50 м
- Высота: 4,30 м
- Масса пустого: 2940 кг
- Нормальная взлётная масса: 4373 кг
- Максимальная взлётная масса: 4886 кг
- Силовая установка: 1 × Nakajima NK6A Homare 42
- Мощность двигателей: 1 × 2200 л. с.

Лётные характеристики
- Максимальная скорость: 685 км/ч
- Практический потолок: 13 860 м

Вооружение
- Стрелково-пушечное: 2x30-мм пушки «Тип 5», 2x13,2-мм пулемёта

## Ссылка
- Kawanishi J6K на сайте combinedfleet.com/ (англ.)
- Kawanishi J6K на сайте «Уголок неба» (рус.)